# 正覚寺 (沼田市)
正覚寺（しょうがくじ）は、群馬県沼田市鍛冶町にある浄土宗の寺院。山号は法蔵山、院号は大蓮院、本尊は阿弥陀如来。真田信之の正室である小松姫の墓、沼田出身の実業家・政治家である久米民之助の墓がある。境内のシラフジは沼田市名木百選に選ばれている。

## 歴史

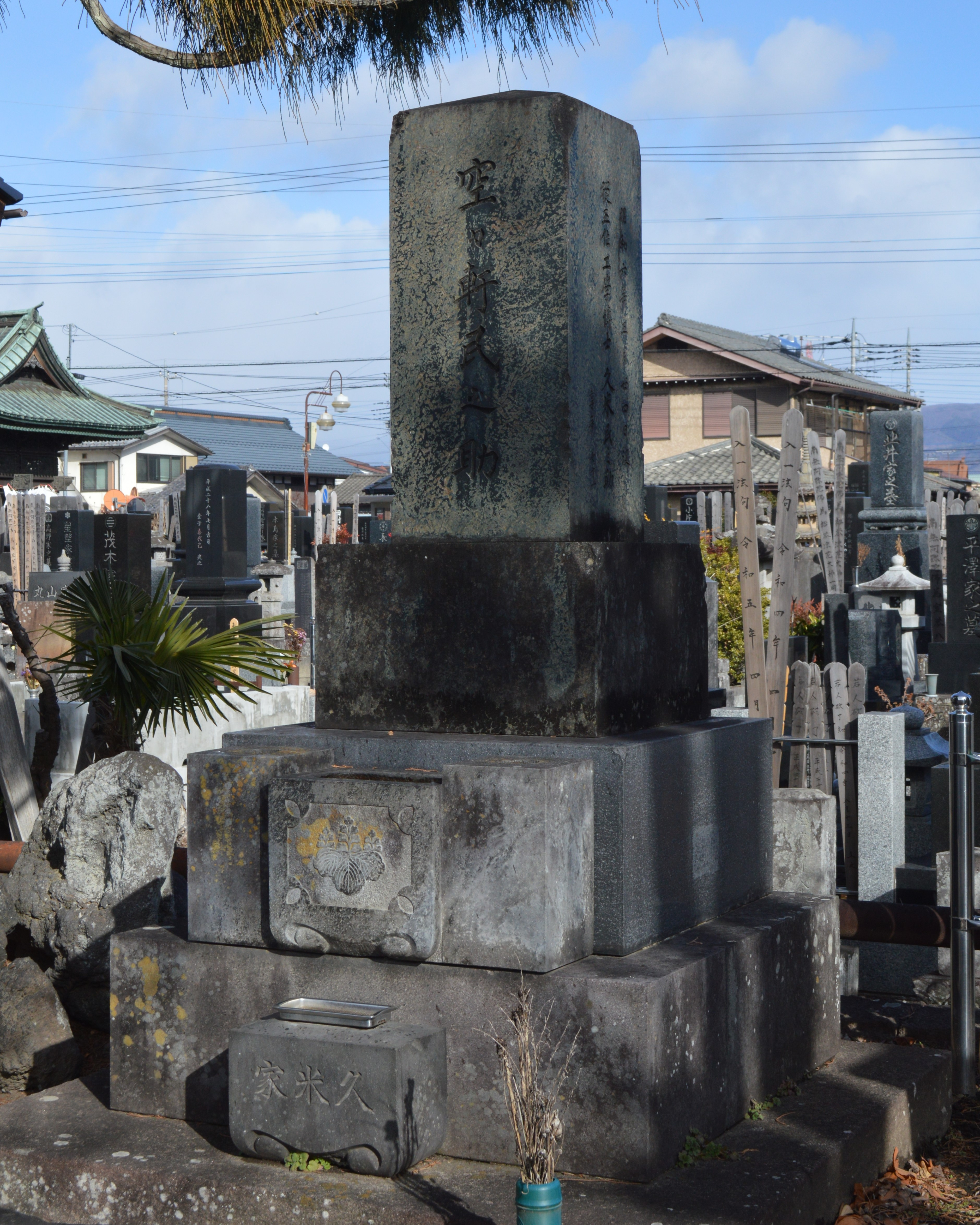
久米民之助の墓

応永13年（1406年）、上野沼田氏が群馬郡小窪（現・高崎市国分地区）へ侵攻した際に同地から阿弥陀仏を持ち去り、家臣の高橋外記と桜井伊織が出家しそれぞれ法増（蔵）坊・正覚坊と名乗り、根岸村（現・沼田市榛名町）に阿弥陀仏を本尊として草庵を結んだのが始まりと伝えられている。天正2年（1574年）に誓故上人によって鍛冶町に移され法蔵山正覚寺と称し、これを以て中興開山とする。
天正17年（1589年）、真田氏家臣で名胡桃城城代・鈴木主水が後北条氏家臣の猪俣邦憲の謀略によって城を奪われた責任を取り、当寺で自害したと伝えられている。
慶長5年（1600年）、真田信之と袂を分かった父の真田昌幸が沼田城に立ち寄ったところ、甲冑を身に付けた信之の妻・小松姫が開門を拒み女丈夫と謳われたという逸話があるが、その後、当寺に昌幸の一行を案内し酒肴でもてなしたとも伝えられている。
慶長17年（1612年）、真田信之が沼田の町割りを行った際、小松姫によって寺領が与えられ現在地に移設されたという。元和6年（1620年）に小松姫（大蓮院）が没すると当寺に葬られ、当寺は「大蓮院」を院号に冠し彼女を開基としている。小松姫から寄進されたと伝えられる「絹本著色地蔵十王図」と、彼女の宝篋印塔が残されている。また小松姫の実家である本多家から立葵紋の使用を許されたという。
沼田藩主・真田氏からたびたび寄付を受けたが、天和2年（1682年）の真田氏改易により寄付地は没収された。
慶応2年（1866年）の火災により寺は焼失したが、明治6年（1873年）に再建されると、明治13年（1880年）に太田の大光院から呑竜上人を勧請した。

## 年中行事
正覚寺観音まつり
境内にある観音堂には百体観音が安置されており、毎年4月29日に行われる祭では百体観音と呑竜上人の開帳が行われる。境内や参道では植木市が行われるほか、多くの露店が立ち並ぶ。

## 文化財

### 群馬県指定文化財
群馬県指定重要文化財
- 絹本著色地蔵十王図（平成6年3月25日指定）[11]

### 沼田市指定文化財
沼田市指定重要文化財
- 大蓮院殿の墓（昭和51年3月30日指定）[9]
- 正覚寺山門 附 - 小彫刻「亀仙人」（平成13年10月1日指定）[12] - 入母屋造平入千鳥破風付軒唐破風付、銅瓦葺1間1戸の四脚門。寺伝によれば万延元年（1860年）の建築とされ、建築様式からも同年の建築と推定されている[2][5]。

沼田市指定天然記念物
- 正覚寺のコウヤマキ（昭和51年3月30日指定） [13]

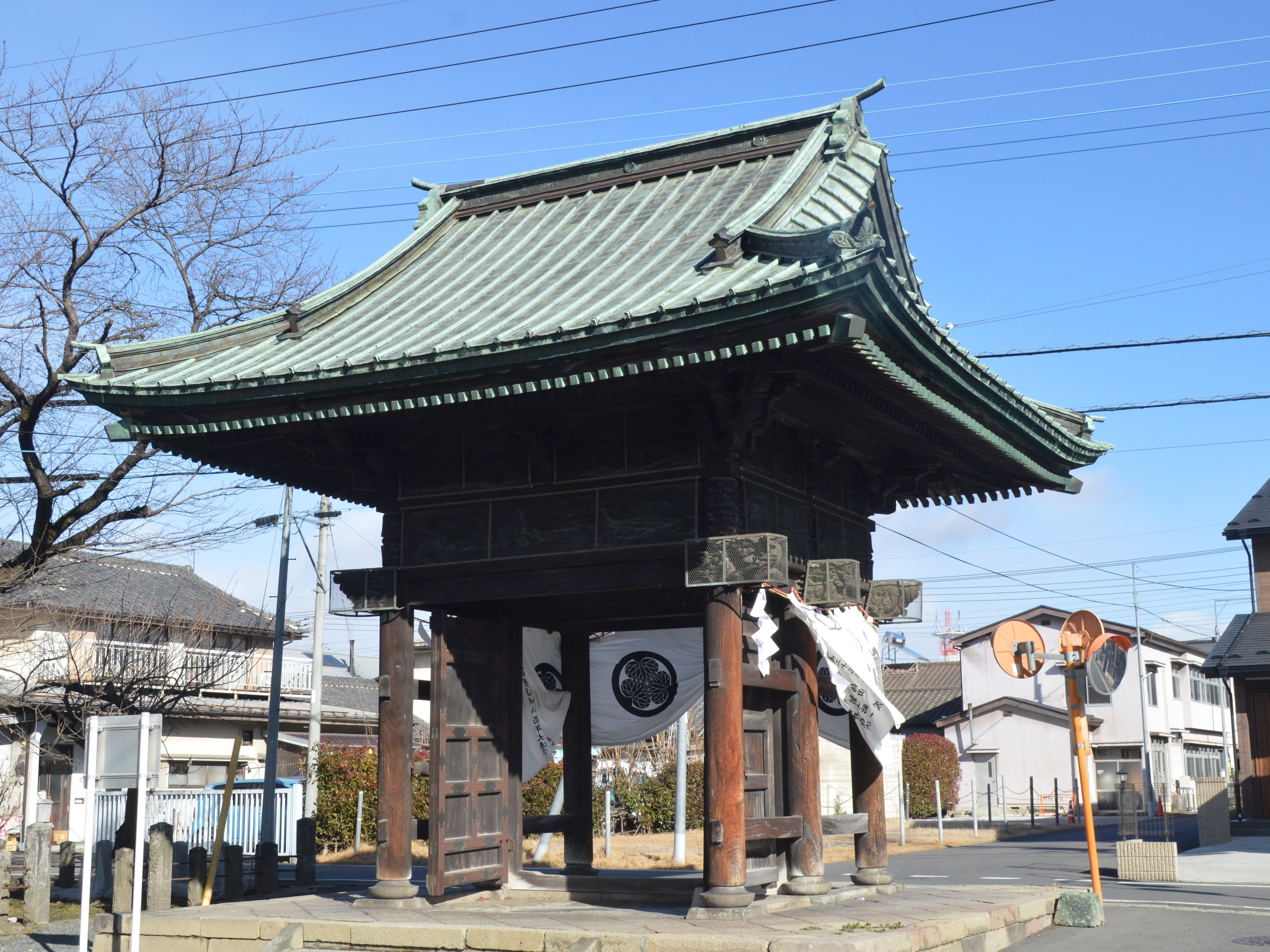
山門（市指定文化財）
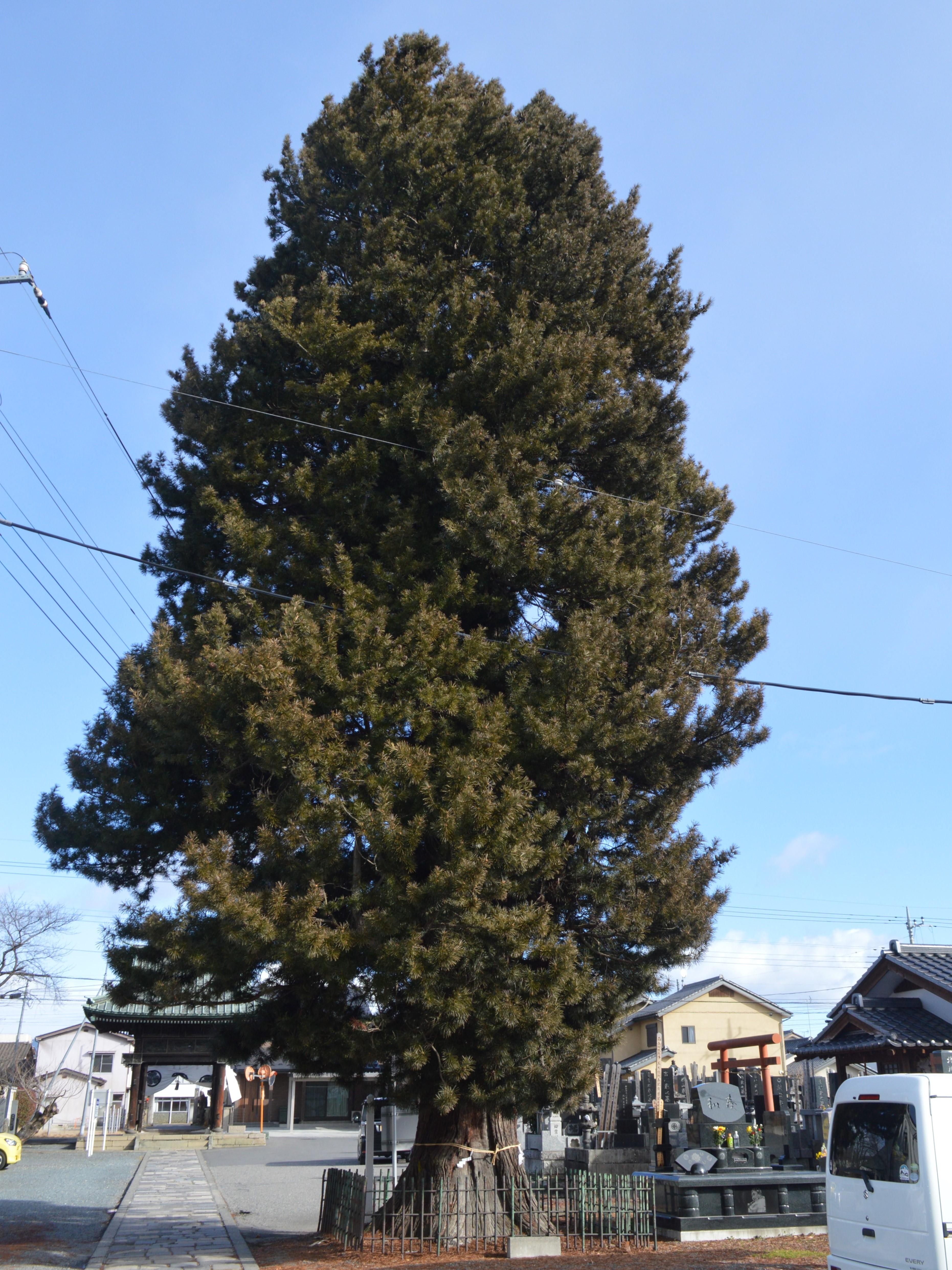
コウヤマキ（市指定文化財）

## 交通アクセス
- 関越自動車道沼田インターチェンジから車で約10分[10]
- JR東日本上越線沼田駅からバスで5分[10]